# Isabella Castillo
María Isabella Castillo Díaz, mais conhecida como Isabella Castillo (Havana, 23 de dezembro de 1994) é uma atriz, modelo e cantora cubana. Seu personagem mais conhecido é o de Graciela "Grachi" Alonso, protagonista da série Grachi da Nickelodeon América Latina. Como cantora, Castillo lançou várias músicas da trilha sonora de Grachi, cantada junto de outros membros do elenco, como Kimberly Dos Ramos, Andrés Mercado, María Gabriela de Faría, Lance Dos Ramos e Willy Martin. No ano de 2016 voltou a se destacar na Nickelodeon, interpretando Luz em Yo Soy Franky, e em 2017 viveu Rox em Vikki RPM. Atualmente atua como Diana em El señor de los cielos, e Linda Morris em El Recluso, ambos do canal Telemundo.

## Biografia

### 1994 - 2011: infância, família e início de carreira
Isabella Castillo nasceu em 23 de dezembro de 1994 em La Habana, Cuba, em uma família musical: sua mãe Delia Díaz de Villegas é uma cantora conhecida na Ilha, seu pai José Castillo é um baterista , sua irmã Giselle Castillo se formou na faculdade de Educação Musical.  Em 1997 imigrou para o país de Belize e meses mais tarde se mudou para Miami, Flórida. Com cinco anos de idade decidiu que queria cantar em um espetáculo da sua mãe, impressionando os telespectadores com sua voz. Ela fez aulas de canto, atuação e dança e em 2007 foi para Madrid, Espanha, para um casting para o musical "El diario de Ana Frank - Un canto a la vida".
Ela conseguiu o papel de Ana Frank e se mudou com seus pais para Madrid. Recebeu por esse papel o prêmio "Gran Via" de melhor revelação em um Musical. Quando terminou o musical, voltou para os Estados Unidos para desempenhar o papel de Andrea Girón em "El Fantasma de Elena" na emissora Telemundo, compartilhando créditos com atores muito reconhecidos como Ana Layevska, Fabián Ríos, Segundo Cernadas, Maritza Bustamante, Katie Barberi e Elizabeth Gutiérrez.
Em 26 de março de 2005, Isabella ganhou o primeiro prêmio na categoria de crianças cantando mais promissores para os EUA World Showcase, no MGM Grand em Las Vegase em 15 de julho subiu ao palco do Manuel Artime Theatre, em Miami, na fantasia Musical na The Walt Disney Company. Logo ganhou o papel de Ana Frank em uma peça inspirada no livro O Diário de Anne Frank, destacando-se no cenário teatral. Após terminar o musical, Isabella ganhou o papel de Andréa Girón em O Fantasma de Elena, projeto na qual continha participação de atores como Ana Layevska, Fabián Ríos, Segundo Cernadas, Maritza Bustamante, Katie Barberi e Elizabeth Gutiérrez. Após o fim de El fantasma de Elena, Castillo conseguiu o papel de protagonista da nova produção da Nickelodeon na América Latina, Grachi, que tornou-se um sucesso mundial.
Em 2014, Castillo se interessou pela modelagem carregando a linha "Ixoye" da Rosita Hurtado para a coleção "Viva México". Em setembro, o cantor e ator Patricio Arellano lançou em seu canal no YouTube "Que Duermas conmigo", um dueto com ela que também foi incluído em seu último álbum.

### 2011 - 2013:Grachi
Depois do final de "El fantasma de Elena", Isabella fez o casting para a nova produção da Nickelodeon Latinoamerica que se chamaria Grachi e iria ao ar depois de Sonha Comigo, ela ganhou o casting e imediatamente começou a gravar a série, interpretando a personagem do título, Grachi. Isabella também recebeu um contrato com a gravadora EMI Music.
Em fevereiro de 2012, depois de ter terminado de gravar a segunda temporada de Grachi viaja pela América Latina com "Grachi: El show en vivo" da qual teve apresentações no México e em Julho de 2012 na Argentina, só que dessa vez com o nome de "Grachi: El Nuevo Show en vivo".
Em 18 de junho de 2012 a Nickelodeon confirmou que teria um terceira temporada de Grachi. O elenco de Grachi, anunciou no Twitter que no dia 1 de agosto de 2012 começaram as filmagens da terceira temporada.

### 2014: Tierra de reyes
As produções da telenovela foram confirmadas em setembro de 2014 e no 22 de outubro as gravações começaram. Isabella foi convidada para fazer o papel de Alma Gallardo, irmã mais nova de Flavio Gallardo (Gonzalo García Vivanco), Arturo Gallardo (Aarón Díaz) e Samuel Gallardo (Christian de la Campa). No elenco está duas pessoas com quem trabalhou na série Grachi, uma delas é Kimberly Dos Ramos que interpretará Irina del Junco e a outra é Sol Rodríguez que interpretará Lucia.
Tierra de reyes está previsto para estrear no mês de dezembro de 2014.

### 2016:Yo Soy Franky
Castillo foi convidada em 2016 para interpretar Luz em Yo Soy Franky e voltou com tudo na Nickelodeon.

### 2017:Vikki RPM
Castillo foi convidada em 2017 para interpretar Roxana (Rox) Cruz em Vikki RPM e gravou o tema-abertura "Juntos Correr".

### 2018:El señor de los cielos
Isabella Castillo fez parte de uma série da Telemundo, El señor de los cielos como Diana, e interpreta Linda Morris na novela El Recluso, também da Telemundo

### 2019:Club 57
Isabella Castillo fez parte de Club 57 interpretando Amelia como Co-Protagonista

## Filmografia

### Televisão
| Ano         | Título                            | Canal                               | Personagem                        | Nota                    |
| ----------- | --------------------------------- | ----------------------------------- | --------------------------------- | ----------------------- |
| 2010 - 2011 | El Fantasma de Elena              | Telemundo                           | Andrea Girón                      | Atrizes Juvenis         |
| 2011 - 2013 | Grachi                            | Nickelodeon Latinoamérica           | Graciela "Grachi" Alonso          | Protagonista            |
| 2014 - 2015 | Tierra de reyes                   | Telemundo                           | Alma Gallardo / Verónica Saldívar |                         |
| 2016        | Yo Soy Franky ¿Quién es quién?    | Nickelodeon Latinoamérica Telemundo | Luz Tania                         | Antagonista Antagonista |
| 2017        | Vikki RPM                         | Nickelodeon Latinoamérica           | Rox                               | Co-Protagonista         |
| 2018        | El señor de los cielos El Recluso | Telemundo                           | Diana Linda Morris                | Co-Protagonista         |
| 2019 - 2021 | Club 57                           | Nickelodeon Latinoamérica           | Amélia                            | Co-Protagonista         |

### Musicais
| Ano  | Título                                                         | Personagem               | Nota                                  |
| ---- | -------------------------------------------------------------- | ------------------------ | ------------------------------------- |
| 2007 | O Diário de Ana Frank - O Hino à Vida                          | Ana Frank                | Protagonista Melhor estreante musical |
| 2012 | Grachi - O Show ao Vivo                                        | Graciela "Grachi" Alonso | Protagonista                          |
| 2016 | Kids Choice Awards Colômbia 2016 apresentação de Yo Soy Franky | Luz                      | Protagonista                          |

## Discografia

### Álbuns
| "Grachi: La Vida es Maravillosamente Mágica"                                   | Lançamento: 7 de junho de 2011 Discografia: EMI Music/EMI, Columbia Records/Columbia, Nickelodeon Formato: CD, Download Digital | 20 | 4 | — | — | — | 6 | — | — | — |  |
| "Grachi: La Vida es Maravillosamente Mágica, Volumen 2"                        | Lançamento: 30 de Junho de 2012 Discografia: EMI, Columbia,Nickelodeon Formato: CD, Download Digital                            | —  | 6 | — | — | — | — | — | — | — |  |
| Grachi: El show en Vivo                                                        | Lançamento: 2012 Discografia: EMI Formato: CD, Download Digital                                                                 | —  | — | — | — | — | — | — | — | — |  |
| Soñar no cuesta nada                                                           | Lançamento: 23 de abril de 2013 Discografia: Warner Music Formato: CD, Download digital                                         | —  | — | — | — | — | — | — | — | — |  |
| "—" Significa que o disco não alcançou uma posição ou que não foi posicionado. | |    |   |   |   |   |   |   |   |   |  |

### Singles
| “Grachi”                                                                    | 2011 | — | — | — | — | — | — | — | — | 20 |  | La Vida es Maravillosamente Mágica        |
| “Tú Eres Para Mí”                                                           | 2011 | — | — | — | — | — | — | — | — | 18 |  | La Vida es Maravillosamente Mágica        |
| “Magia”                                                                     | 2012 | — | — | — | — | — | — | — | — | —  |  | La Vida es Maravillosamente Magica Vol. 2 |
| Amor de Película                                                            | 2012 | — | — | — | — | — | — | — | — | —  |  | La Vida es Maravillosamente Magica Vol. 2 |
| Alma En Dos                                                                 | 2013 | — | — | — | — | — | — | — | — | —  |  | Soñar no cuesta nada                      |
| Me Enamoré                                                                  | 2013 | — | — | — | — | — | — | — | — | —  |  | Soñar no cuesta nada                      |
| Soñar No Cuesta Nada                                                        | 2013 | — | — | — | — | — | — | — | — | —  |  | Soñar no cuesta nada                      |
| "—" Significa que o single não alcançou posição ou que não foi posicionado. |      |   |   |   |   |   |   |   |   |    |  |                                           |

## Prêmios e indicações
| Ano  | Cerimônia                                               | Categoria                                              | Resultado |
| ---- | ------------------------------------------------------- | ------------------------------------------------------ | --------- |
| 2005 | USA World Showcase                                      | Criança Mais Promissora - Divisão de Crianças Cantoras | Venceu    |
| 2007 | South Miami Middle Community School Center for the Arts | Melhor Performance                                     | Venceu    |
| 2008 | Premio Gran Vía                                         | Melhor Estreante em um Musical                         | Venceu    |
| 2011 | Kids' Choice Awards MEX                                 | Personagem feminina favorita de uma série              | Venceu    |
| 2011 | Kids' Choice Awards ARG                                 | Revelação da TV                                        | Indicada  |
| 2012 | Kids' Choice Awards USA                                 | Artista Latino Favorito                                | Venceu    |
| 2012 | Kids' Choice Awards MEX                                 | Atriz Favorita                                         | Indicada  |
| 2012 | Meus Prêmios Nick 2012                                  | Atriz Favorita                                         | Venceu    |
| 2012 | Meus Prêmios Nick 2012                                  | Personagem de TV Favorito                              | Venceu    |
| 2012 | Kids Choice Awards ARG                                  | Atriz Favorita                                         | Venceu    |
| 2013 | Kids' Choice Awards USA                                 | Artista Latino Favorito                                | Venceu    |
| 2013 | 'Kids' Choice Awards MEX                                | Atriz Favorita                                         | Indicada  |
| 2013 | 'Kids' Choice Awards MEX                                | Solista Favorita                                       | Indicada  |
| 2013 | Meus Prêmios Nick 2013                                  | Atriz Favorita                                         | Indicada  |
| 2013 | Meus Prêmios Nick 2013                                  | Cantora Favorita                                       | Indicada  |
| 2013 | Kids' Choice Awards ARG                                 | Atriz Favorita                                         | Indicada  |
| 2013 | Kids' Choice Awards ARG                                 | Artista ou Grupo Latino Favorito                       | Indicada  |
| 2013 | Premios TKM                                             | Solista TKM                                            | Indicada  |
| 2013 | Premios TKM                                             | CD TKM                                                 | Indicada  |
| 2017 | Kids Choice Awards Argentina                            | Vilã Favorita Ship Nick                                | Venceu    |